# Coppin (orgelbouwers)
Coppin was een geslacht van orgelbouwers van Frans-Waalse afkomst, werkzaam in de 18de eeuw en 19de eeuw. De belangrijkste leden zijn: François-Joseph (gestorven circa 1772) en diens zoon Antoine (Nijvel, 2 april 1767 - overleden in 1837).

## Orgelbouwstijl
François-Joseph Coppin was aanvankelijk gevestigd in Yvoir. Rond 1762 vestigde hij zich in Nijvel. Een driemanualig orgel (1763) dat nu in Idegem staat, is het grootste van hem bekende instrument. Verder bevinden zich instrumenten in de Sint-Stefanuskerk van Eigenbrakel (1768) en in Betekom. Zijn dochter was gehuwd met de orgelmaker Adrien Rochet. 
Antoine Coppin, zoon van François-Joseph, specialiseerde zich in kleine rococo-orgels. Zijn zin voor traditie en zijn persoonlijkheid zijn opvallend in de drie - nog grotendeels bewaard gebleven - viervoetorgels te Brussegem-Ossel (1817), Brussegem-Oppem (1831) en Brussegem Sint-Stefanuskerk (1837). Qua techniek en klankideaal zijn de instrumenten van de orgelmakers Coppin nauw verwant met de instrumenten van orgelmaker Adrien Rochet. Het klankideaal van deze meesters verraden invloed van de Forceville-school. Samen met zijn schoonbroer Adrien Rochet sluit Antoine Coppin de periode van het Brabantse rococo-orgel af. Rochet nam blijkbaar de grotere instrumenten voor zijn rekening, Coppin bij voorkeur de kleinere. 